# گنریاکو
گنریاکو (به ژاپنی: 元暦 Genryaku) نام یک عصر تاریخی ژاپنی (نِنگُو) بود. این عصر بعد از جوای و قبل از بونجی (دوره ژاپنی) قرار داشت و از مارس ۱۱۸۴ تا اوت ۱۱۸۵ میلادی به طول انجامید. در طی این عصر امپراتور آنتوکو و امپراتور گو توبا، امپراتوران ژاپن بودند.